# そのひとときの自由
『そのひとときの自由』（For a Moment,Freedom）は、2008年の映画。イランからトルコに脱出し、国際連合難民高等弁務官事務所による難民認定を受けようとする人たちの困難な日々を描いている。監督や役者に映画と同様な経験をした人達が多く、リアルな映画となっている。2008年モントリオール世界映画祭金賞。

## 上映情報
- 2011年：UNHCR難民映画祭
- 2013年：ヒューマン・シネマ・フェスティバル2013（主催：国連UNHCR協会、後援：外務省・文部科学省）